# The Days (minissérie)
The Days (no Brasil, Três Dias que Mudaram Tudo) é uma minissérie de drama com tom documental da Netflix, sobre o desastre nuclear de Fukushima, ocorrido após o terremoto de Sendai de 2011, que foi considerado o pior acidente nuclear desde o acidente nuclear de Chernobyl em 1986.
A série segue os esforços dos trabalhadores, políticos e civis para evitar um desastre nuclear na usina de Fukushima com foco central no engenheiro nuclear Masao Yoshida.

## Sinopse
Em 11 de março de 2011, após um terremoto atingir o Japão, os trabalhadores da TOEPCO (uma referencia a Tokyo Electric Power Company) da usina de Fukishima começam os procedimentos de segurança até serem surpreendidos por um tsunami que danifica os geradores e causa um apagão, que desativa os sistemas de refrigeração e deixa a sala de controle inoperante. Inicia-se então uma corrida contra o tempo para entender a extensão dos danos e controlar os reatores.
A série explora a reposta do governo a crise, os esforços dos funcionários que continuaram na usina para controlar os reatores (os 50 de Fukushima), e a equipe liderada por Masao Yoshida (Koji Yakusho), tendo que lidar com executivos da empresa e a pressão do governo enquanto lidam com a crise.

## Produção
A série foi baseada no livro On the Brink: The Inside Story of Fukushima Daiichi de Ryusho Kadota, no relatório da TEPCO e o testemunho de Yoshida (publicada junto com o relatório da TEPCO).

## Episódios
| Nº | Título                                               | Direção          | Roteiro                    |
| -- | ---------------------------------------------------- | ---------------- | -------------------------- |
| 1  | "A Usina Nuclear de Fukushima Daiichi fica submersa" | Masaki Nishimura | Jun Masumoto Ryusho Kadota |
| 2  | "Não saiam às pressas"                               | Masaki Nishimura | Jun Masumoto Ryusho Kadota |
| 3  | "A substância radioativa no gás será mínima"         | Masaki Nishimura | Jun Masumoto Ryusho Kadota |
| 4  | "Abandonar Fukushima"                                | Hideo Nakata     | Jun Masumoto Ryusho Kadota |
| 5  | "Nossa empresa perdeu a cabeça"                      | Hideo Nakata     | Jun Masumoto Ryusho Kadota |
| 6  | "Eu não posso mais voltar para casa vivo"            | Masaki Nishimura | Jun Masumoto Ryusho Kadota |
| 7  | "Determine os critérios de evacuação"                | Masaki Nishimura | Jun Masumoto Ryusho Kadota |
| 8  | "Um panorama do colapso do Japão"                    | Masaki Nishimura | Jun Masumoto Ryusho Kadota |

## Recepção
Henrique Haddefinir na Omelete deu nota 2/5, elogiando a acuidade histórica e criticando negativamente o elemento narrativo da série.